# Madonna mit Kind (Vineuil-Saint-Firmin)

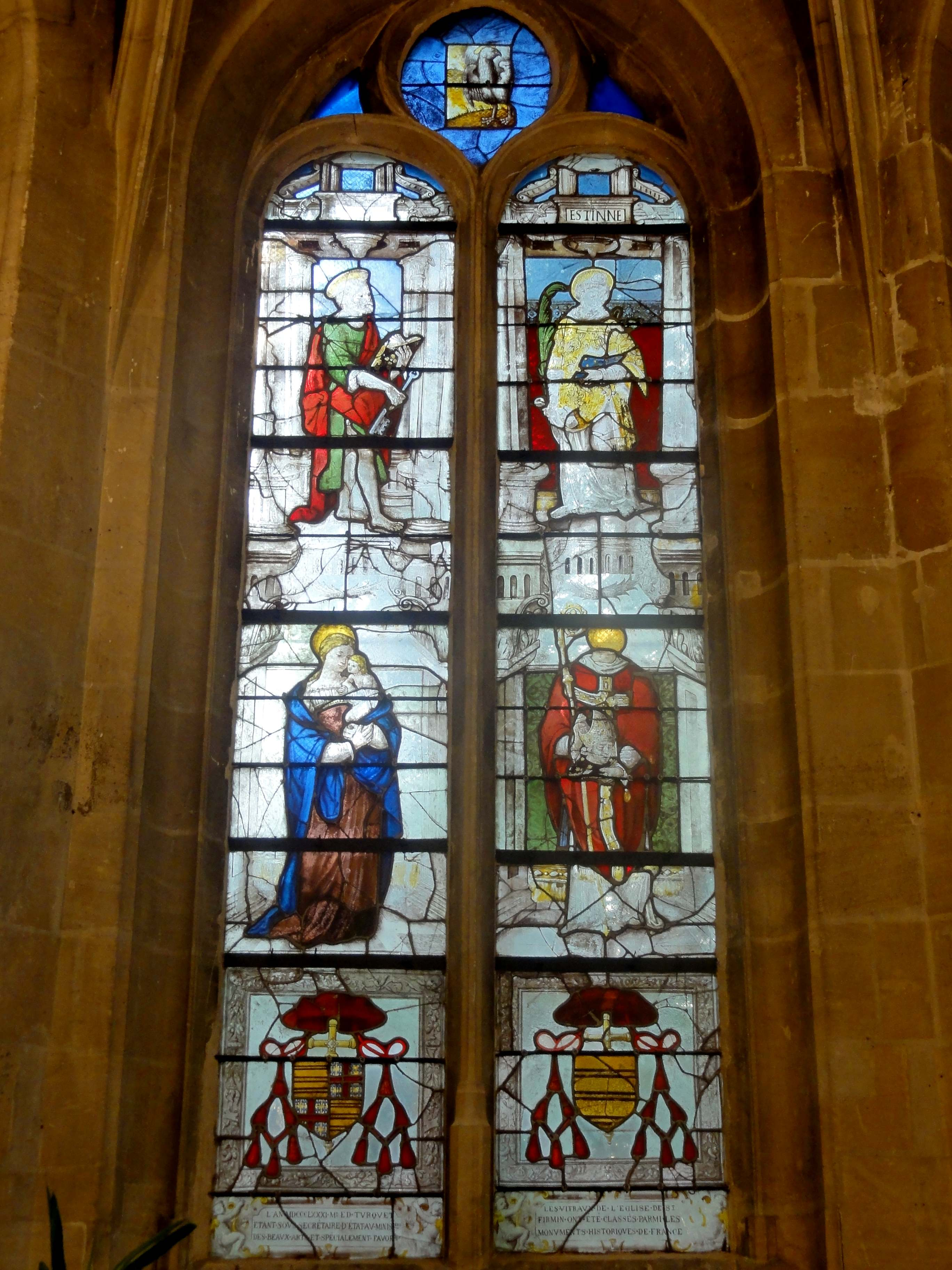
Fenster Madonna mit Kind in Vineuil-Saint-Firmin

Das Fenster Madonna mit Kind in der katholischen Pfarrkirche St-Firmin in Vineuil-Saint-Firmin, einer französischen Gemeinde im Département Oise in der Region Hauts-de-France, wurde Mitte des 16. Jahrhunderts geschaffen. Im Jahr 1886 wurde das Bleiglasfenster als Monument historique in die Liste der geschützten Objekte (Base Palissy) in Frankreich aufgenommen.

## Beschreibung
Das zweigeteilte Fenster im Chor ist drei Meter hoch und 1,60 Meter breit. Es stammt aus einer unbekannten Werkstatt. Es stellt in der Mitte links Maria mit dem Jesuskind und daneben den heiligen Dionysius von Paris, der seinen Kopf in den Händen hält, dar. Darüber ist links der Apostel Petrus mit Schlüssel und rechts der heilige Stephanus mit Märtyrerpalme zu sehen. Den unteren Abschluss bilden die Wappen des Kardinals Adrien Gouffier de Boissy, der vermutlich das Fenster gestiftet hat. 

Die Inschrift unten lautet: 

„L’an MDCCCLXXXI M[onsieu]r Ed. Turquet / étant sous secrétaire d’état au ministère / des Beaux Arts et spécialement favorable / les vitraux de l’église de S[ain]t / Firmin ont été classés parmi les / monuments historiques de la France“

Das Fenster wurde 1881 vom Atelier Steinheil restauriert, dabei wurden die Inschriften am unteren Rand hinzugefügt.